# Pułk Miechowski

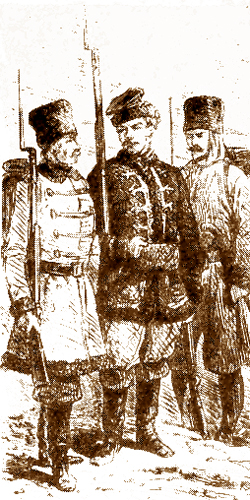
Fizylier

2 Pułk Miechowski – pułk piechoty polskiej okresu powstania styczniowego. Wchodził w skład Dywizji Krakowskiej.
Jego dowódcą był podpułkownik Bogdan.

## Skład
- 3 i 4 batalion piechoty (8 kompanii i 2 plutony rakietników),
- batalion kosynierów miechowskich (4 kompanie),
- batalion rezerwowy miechowski (4 kompanie i pluton rakietników).